# Timebelle

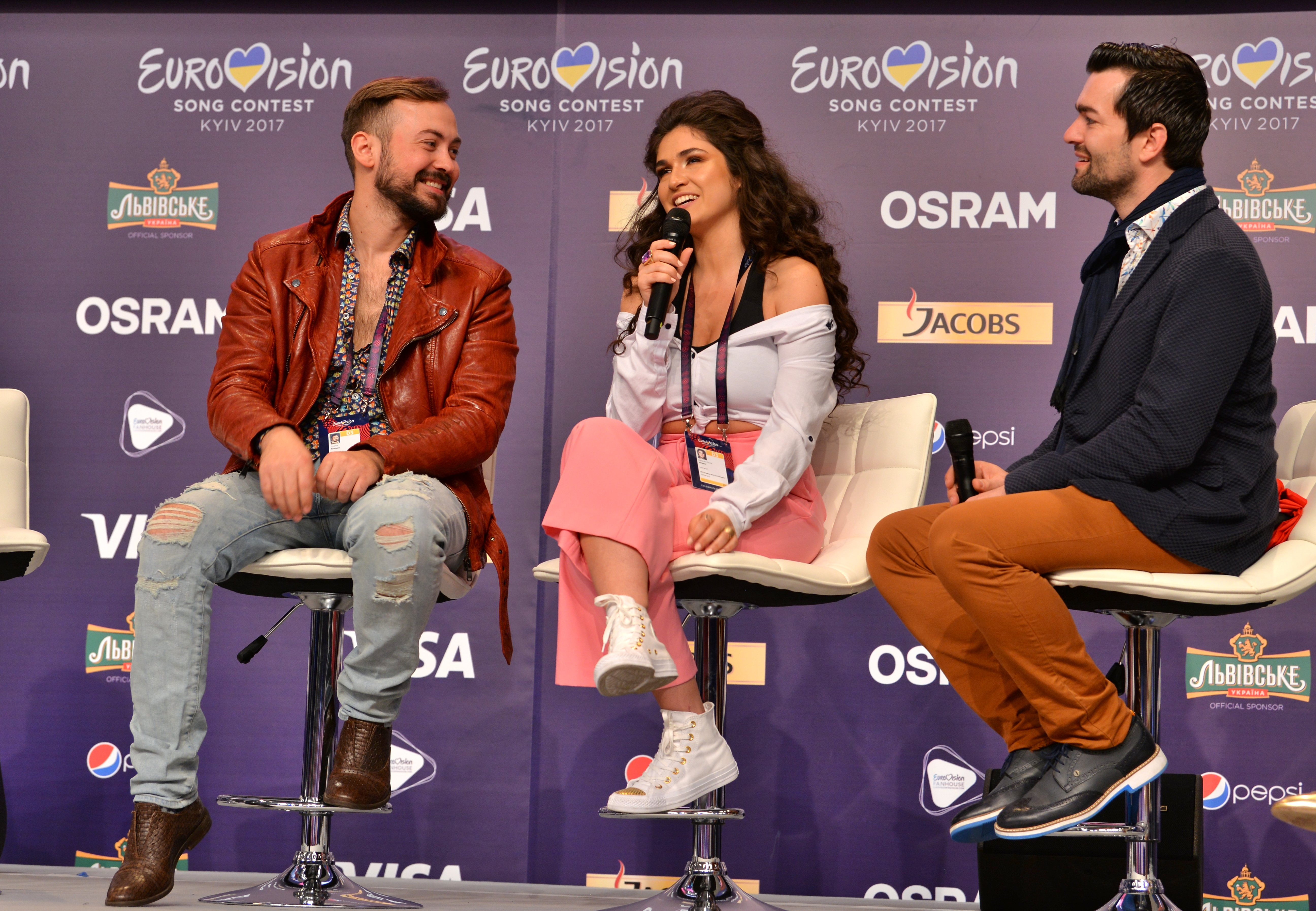
Timebelle i Kiev 2017.

Timebelle är en musikgrupp från Schweiz som representerade sitt land i Eurovision Song Contest 2017 i Kiev med låten "Apollo". Gruppen deltog i den andra semifinalen den 11 maj 2017.